# Erika Salumäe
Erika Salumäe (Pärnu, 11 juni 1962) is een voormalig Estisch baanwielrenster.

## Biografie
Salumäe begon in 1981 met wielrennen. Op de zomeruniversiade van 1983 in het Canadese Edmonton behaalde ze twee gouden medailles en een zilveren medaille bij de puntenkoers. In 1985, 1987 en 1988 werd ze nationaal kampioene van de Sovjet-Unie, waarvan Estland toen nog onderdeel was.
In 1988 deed Salumäe namens de Sovjet-Unie mee aan de Olympische Spelen in Seoel, waar ze de gouden medaille won op het onderdeel sprint. Op de Olympische zomerspelen van 1992 in Barcelona schreef zij deze discipline opnieuw op haar naam, maar dan voor Estland, dat een jaar eerder onafhankelijk was geworden. Het betekende voor Estland de eerste gouden Olympische medaille. In de periode van 1981 tot 1989 won Salumäe veertien medailles op de WK baanwielrennen. Tussen 1983 en 1996 werd ze negenmaal verkozen tot sportvrouw van het jaar in Estland. Tijdens de Olympische Spelen van 1996 kwam ze voor Estland uit op de sprint en werd ze zesde.
Later in haar leven kreeg Salumäe te kampen met gezondheidsklachten. Om een rugoperatie en andere medische kosten te kunnen bekostigen, verkocht ze eind 2013 een groot deel van haar medailles en trofeeën, alsmede de fiets waarmee ze in 1992 Olympisch goud won.

### Politiek
Na haar professionele sportcarrière was Salumäe actief in de Estische politiek. Tussen 1996 en 1999 was ze gemeenteraadslid in Tallinn en aansluitend maakte ze namens de Centrumpartij deel uit van de Riigikogu, het nationale parlement van Estland. In 2003 verliet Salumäe de Centrumpartij en werd lid van de Volksunie. Ook namens deze partij zat ze in de gemeenteraad van Tallinn en was ze parlementslid (2007-2011).
- Gemeinsame Normdatei: 141918470
- International Standard Name Identifier: 0000 0000 8242 4501
- Library of Congress Control Number: n2003102865
- Virtual International Authority File: 261360815

1988: Erika Salumäe ·
1992: Erika Salumäe ·
1996: Félicia Ballanger ·
2000: Félicia Ballanger ·
2004: Lori-Ann Muenzer ·
2008: Victoria Pendleton · 
2012: Anna Meares · 
2016: Kristina Vogel · 
2020: Kelsey Mitchell · 
2024: Ellesse Andrews